# Moulin le Comte
Moulin le Comte is een gehucht in de Franse gemeente Aire-sur-la-Lys in het departement Pas-de-Calais. Het ligt anderhalve kilometer ten westen van het stadscentrum van Aire-sur-la-Lys, langs de Leie.

## Geschiedenis
Een oude vermelding van de plaats dateert uit het begin van de 13de eeuw als Molendina. Uit 1400 dateert een vermelding Mollins-le-Conte. De plaats was onder het ancien régime afhankelijk van de parochie Saint-Quentin. Aan de Leie bevond zich een watermolen die behoorde tot het koninklijk domein. Op de 18de-eeuwse Cassinikaart staat de plaats weergegeven als Moulin le Comtes met een watermolen op de Leie. Na de Franse Revolutie werd de eigendom verkocht als nationaal goed.
De revolutionairen gaven het gerucht even de naam Moulin-de-la-Liberté. Net als Saint-Quentin werd het ondergebracht in de gemeente Aire-sur-la-Lys.
Aire-sur-la-Lys · Garlinghem · Glomenghem · Grand Neufpré · Houleron · La Jumelle · La Lacque · Lenglet · Mississippi · Moulin le Comte · Pecqueur · Petit Neufpré · Rincq · Saint-Martin · Saint-Quentin · Widdebrouck

Lijst van Franse gemeenten · Arrondissement Sint-Omaars · Pas-de-Calais · Hauts-de-France